# あきづき型護衛艦 (初代)
あきづき型護衛艦（あきづきがたごえいかん、英語: Akizuki-class destroyer）は、海上自衛隊の護衛艦の艦級。「オランダ坂」型の長船首楼船型を採用した最後の艦級で、また域外調達（OSP）としてアメリカ合衆国の予算で建造されたことから建造費に余裕があり、護衛艦として初めて排水量2,000トンを越える艦となった。充実した対潜兵器と砲熕兵器とともに旗艦機能も備え、指揮護衛艦とも通称された。建造単価は約34億円であった。
なお、旧海軍においても、太平洋戦争中に活躍した秋月型駆逐艦があり、1番艦が「秋月」（あきづき）、2番艦が「照月」（てるづき）というのも、共通している。

## 来歴
警備隊では、昭和28年度計画ではるかぜ型を建造し、DDの国内建造を再開した。当時極端に不足していた正面兵力の数的増強を優先するため、昭和29年度計画では駆潜艇などの小型船艇の建造に注力し、大型警備船は建造されなかったが、海上自衛隊発足後の昭和30年度より、再び大型警備艦の建造が再開されることになった。
まず、昭和30年度計画より1,700トン型警備艦（あやなみ型）の建造が開始された。これははるかぜ型（28DD）の計画・設計・建造を通じて得られた知見を反映し、船型を拡大するとともに設計を大きく刷新したが、対潜戦能力を拡充するのと引き換えに砲熕兵器は妥協を余儀なくされ、予算要求・対外説明等では非公式に対潜護衛艦（DDK）と称された。また31年度計画からは、これと並行して、1,800トン型警備艦（むらさめ型）の建造が開始された。こちらは同様の設計ながら船型を多少拡大し、対潜兵器を若干減じて砲熕兵器を強化しており、対空護衛艦（DDA）と称された。
当初計画では、昭和30年代初期に建造されるDDはこの2タイプのみになるはずだったが、1957年1月、1957会計年度のアメリカ海軍艦艇建造予算による域外調達（Off Shore Procurement, OSP）で警備艦2隻を建造する旨、アメリカから通達があった。アメリカ側は、当初、フレッチャー級駆逐艦（ありあけ型として運用中）に若干の改良を加えた艦の建造を日本側に行わせようと計画したが、はるかぜ型以来の日本独自の艦艇建造が進められていた実績を踏まえて、アメリカは資金面での援助のみ行い、計画・設計・建造の全てを日本側に委ねる事となった。このように、域外調達による装備がアメリカ国外で設計されるのはきわめて異例のことであった。
同年3月29日の閣議決定に基づき、即日、日米政府間で契約が調印された。これは、日本政府が2300トン級駆逐艦2隻を建造して1960年3月までに米政府に引き渡すことを定めており、その総契約価格は1,868万ドル（67億2,480万円）、米政府は出来高に応じて90％を支払い、残額は引渡し時に支払うこととされていた。最終的に、1隻あたりの船価は約34億円となった。

## 設計
先行する艦と同様、基本設計は財団法人船舶設計協会に委託して行われており、基本計画番号はF-105とされた。なお本型は、船舶設計協会が設計を担当した最後の警備艦となった。

### 船体
あやなみ型（30DDK）・むらさめ型（31DDA）と同様に、いわゆる「オランダ坂」を有する長船首楼型を採用しており、船体構造・船殻材料もほぼ同一である。一方、船価が許すかぎりで大型の艦とする方針で設計されたことから、基準排水量にして550トン、長さにして10メートル大型化したため、極めて余裕のある設計となった。またこの余裕のある艦型を利用して旗艦設備が設けられ、そのための公室など一部区画が上部構造物内に配されたことから、駆逐艦級としては特異な大形の箱型構造となった。なお、本型は「オランダ坂」護衛艦の掉尾を飾る艦級となった。
船型の拡大から居住性も改善されていて、戦闘区画のみならず、司令室や司令公室、艦長室、士官室など居住区の一部にも、戦闘区画とは別系統の冷房が施されている。また、冷戦真っ只中の情勢下、あやなみ型から実験的に装備された放射能塵除去用の散水装置を始めとした対放射能塵対策が本格的に施されていた。
なお、旗艦業務のため、通常の搭載艇に加えて、小型の将官艇も右舷中部に搭載された。

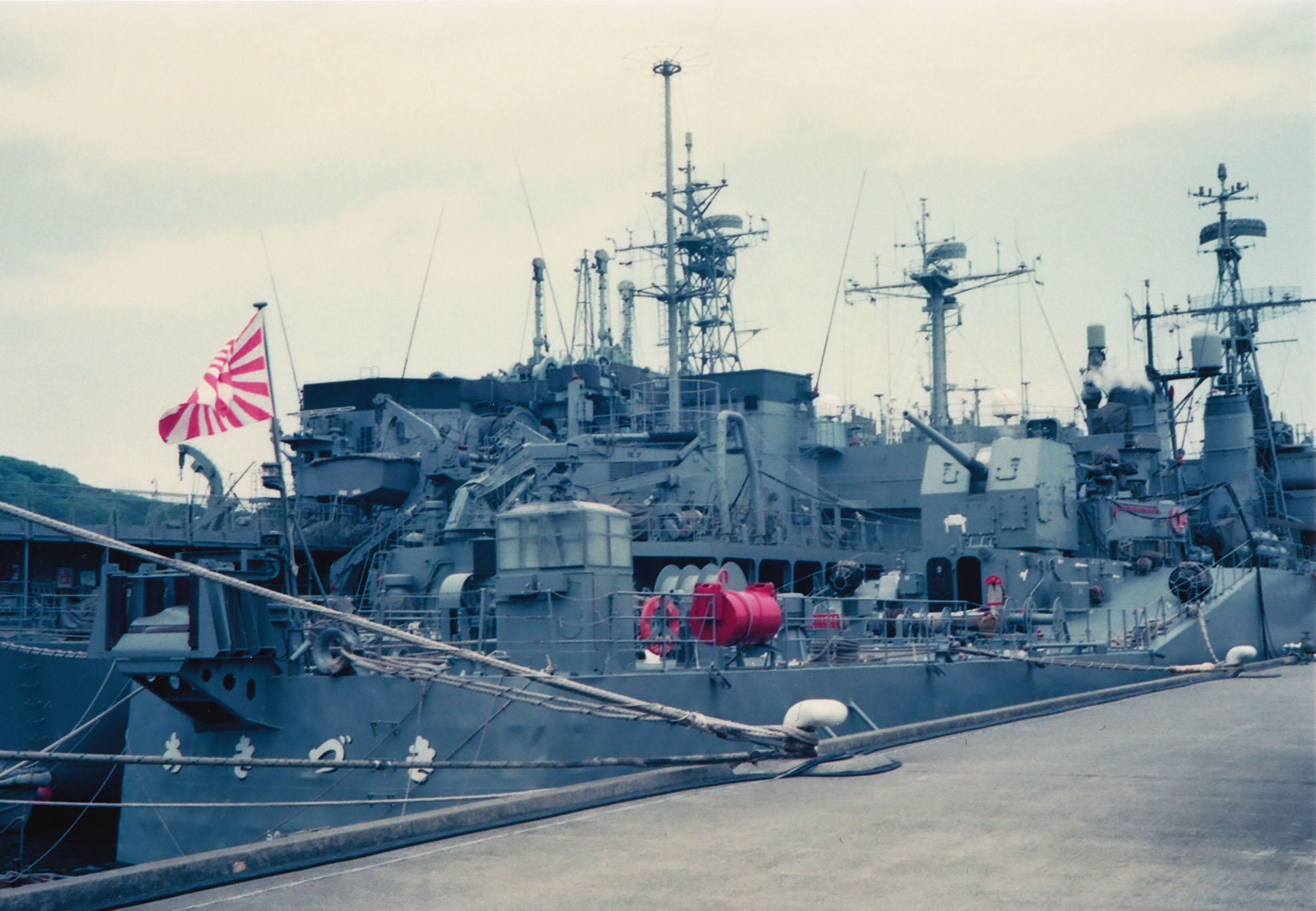
特務艦時代の「あきづき」。艦尾とオランダ坂の様子が看取できる
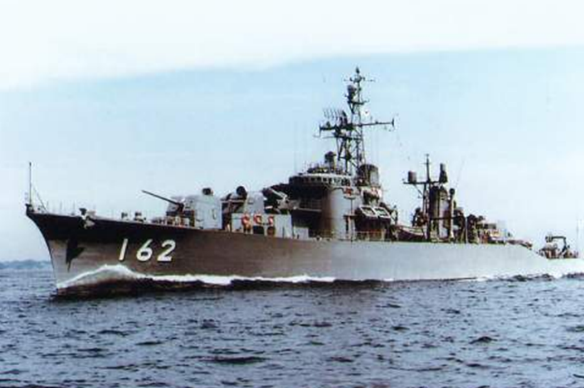
2番艦「てるづき」

### 機関
主機の構成は30DDKや31DDAにおおむね類似するが、艦型の大型化に伴って出力の増大が図られた。はるかぜ型（28DD）以来の蒸気タービン艦で踏襲されてきた蒸気性状よりも圧力・温度ともに高められており、圧力は40 kgf/cm2 (570 lbf/in2)、温度450℃とされている。この蒸気性状は、以後の護衛艦でも、4隻のDDHを除いて踏襲されることになった。2胴型水管ボイラーを採用し、蒸気発生量は85トン/時であった。
また本型では、米ギアリング級に倣って前後部機関区画の間に6メートルの中間区画を挿入し、抗堪性を向上させるとともに、ここを燃料タンクとすることで燃料搭載量の増加も図られた。これにより、航続距離は18ノット巡航時で約7,800海里に達し、30DDKの5,700海里や31DDAの6,000海里と比して大幅に延伸された。
なお本型は、操舵装置として水圧式伝導装置（テレモーター）方式を採用した最後の護衛艦であり、以後は電気式に移行した。
電源としては、出力440キロワット（550キロボルトアンペア）の蒸気タービン主発電機2基と、出力120キロワット（150キロボルトアンペア）のディーゼル主発電機2基を搭載した。

## 装備
本型は、対空・対潜・対艦の各戦闘に対応出来るよう、30DDKと31DDAの兵装を併せ持ち、それらの艦の対潜能力を強化した汎用護衛艦となった。アメリカ海軍の新鋭艦であるフォレスト・シャーマン級駆逐艦にはやや劣ったものの、欧米各国で就役中であった砲装型の汎用駆逐艦のなかでも、有力な広域防空能力と対潜戦能力を備えていた。

### センサー
本型は、嚮導艦として強力な指揮・統制（C2）能力を備えており、指揮護衛艦とも通称された。司令部区画の床面積は、自衛艦隊旗艦として設計された「ゆきかぜ」（28DD）と比して2倍弱となる118m2を確保した。また通信設備も充実しており、基本要目仕様では送信機6〜8台、送受信機8〜10台、受信機20〜25台、暗号機3〜4台、特殊通信装置（ファクシミリ、模写伝送装置など）とされていた。これらの通信装備は第1・2の2つの電信室に分けて装備されていた。
レーダーは、基本的にむらさめ型のものを踏襲しており、対空捜索用にOPS-1、対水上捜索用にOPS-5と、いずれも国産化されている。これらはいずれもアメリカ製のレーダーを元に国産化したもので、OPS-1ははるかぜ型護衛艦（28DD）用に入手したAN/SPS-6、OPS-5は同じくAN/SPS-5をベースとしている。
一方、ソナーとしてはAN/SQS-4ファミリーが初めて導入された。AN/SQS-4ファミリーは、従来用いられてきたQHBを発展させて周波数8〜14kHz、探知距離4600メートルを狙って開発されたもので、アメリカではディーレイ級護衛駆逐艦に搭載されて1954年より艦隊配備されていた。当初は両艦ともにAN/SQS-4を搭載していたが、「あきづき」は1969年（昭和44年）2月、8 kHz帯に対応したSQS-29J（SQS-4 mod.1改良型）に、「てるづき」も1970年（昭和45年）3月、14 kHz帯に対応したAN/SQS-32（SQS-4 mod.4改良型）に換装した。当初「てるづき」はAN/SQR-8攻撃用ソナーを搭載していたが、これはSQS-32の搭載に伴って撤去された。また1968年から1969年にかけて、可変深度ソナーとして、「てるづき」にOQA-1Aが、「あきづき」にはOQA-1Bが後日装備された。

### 武器システム
砲熕兵器システムについては、むらさめ型と同じ54口径12.7cm単装砲（Mk.39 5インチ砲）を3基と50口径7.6cm連装速射砲（57式）を2基の組み合わせが採用された。砲射撃指揮装置（GFCS）についても、5インチ砲用は直視式のMk.57、3インチ砲用は斜視式のMk.63 mod.14と、やはり同じ組み合わせである。
このうちMk.57GFCSはアメリカから資料の提供を受け国産化され「57式射撃指揮装置」として、戦後初めてのGFCSの国内生産例となった。
対潜兵装には、米国から新たに供与されたMk.108「ウェポン・アルファ」 324mm対潜ロケット砲を搭載した。Mk.108は当時最新鋭の対潜前投兵器で、第二次世界大戦中に大量建造された駆逐艦をFRAM改装する際に搭載されており、かねてより米国に対して供与を要請していた新鋭兵器であった。その他にも、ヘッジホッグMk.10対潜迫撃砲や65式53センチ4連装魚雷発射管HO-401（54式魚雷用）、Mk.2 短魚雷落射機（Mk.32短魚雷用）、55式爆雷投射機（Y砲）、爆雷投下軌条など充実した兵装を有していた。これらを指揮する水中攻撃指揮装置としては、アメリカ製のMk.105と「似て非なるもの」としてSFCS-1が開発されて搭載され、後にソナーの探知距離延伸に伴う改造が施されてSFCS-1C-1に発展した。
しかし期待の新兵器として導入されたウェポン・アルファだったが、整備の複雑さや信頼性の低さといった問題が露呈し、アメリカ海軍での使用は短期間で中止された。日本でも艦によっては就役以来まともに発射できた記録がなかったとされており、本級でも、1972年以降の特別改装時に71式ボフォース・ロケット・ランチャーに換装された。またこの際に、短魚雷落射機も68式3連装短魚雷発射管に更新された。これとあわせて、水中攻撃指揮装置も、「てるづき」ではSFCS-1C-5、「あきづき」ではSFCS-1C-6に換装された。

## 同型艦

### 一覧表
| 艦番号                                   | 艦名     | 建造                   | 起工          | 進水          | 竣工          | 特務艦への 艦種変更 | 除籍          |
| ---------------------------------------- | -------- | ---------------------- | ------------- | ------------- | ------------- | ------------------- | ------------- |
| DD-960（米艦籍） DD-161 ASU-7010         | あきづき | 三菱重工業長崎造船所   | 1958年7月31日 | 1959年6月26日 | 1960年2月13日 | 1985年3月27日       | 1993年12月7日 |
| DD-961（米艦籍） DD-162 ASU-7012 TV-3504 | てるづき | 新三菱重工業神戸造船所 | 1958年8月15日 | 1959年6月24日 | 1960年2月29日 | 1986年3月27日       | 1993年9月27日 |

なお、米艦籍時の船体番号は、アメリカ海軍のチャールズ・F・アダムズ級ミサイル駆逐艦の計画当初のものに連続したものである（同級では後に新しい艦種記号としてDDGを導入し、番号も振りなおされている）。

### 運用史
「あきづき」は1960年（昭和35年）2月13日、「てるづき」は同年2月29日に竣工し、それぞれ「あきづき」がDD-960、「てるづき」がDD-961としてアメリカ海軍籍に入れられ、即日海上自衛隊に供与された。これらはまず、慣熟訓練のため2隻そろって横須賀地方隊に編入された。
その後、1961年（昭和36年）9月1日に発動された自衛艦隊の大改編により、護衛艦を集中運用する部隊として護衛艦隊が設置されるのに伴い、「あきづき」は自衛艦隊、「てるづき」は護衛艦隊に編入され、それぞれの旗艦となった。
1963年（昭和38年）3月30日に「てるづき」が衝突事故によって2ヶ月余の間戦列を離れることとなり、また同年4月1日付けで自衛艦隊司令部が陸上部隊化したことに伴い、「あきづき」が護衛艦隊旗艦とされて、以後1985年（昭和60年）3月27日まで23年間の長期にわたってこの任に就いた。また「てるづき」も、第1・第4護衛隊群旗艦を歴任している。
両艦とも老朽化と、新型護衛艦の拡充により練習艦や特務艦に変更の後、1992年・1993年に相次いで除籍された。

## 登場作品

### 映画
『海軍横須賀刑務所』（1973年）
終盤で海軍横須賀番外地本家分遣隊が上海事変に出動するシーンの撮影に、「あきづき」と「てるづき」が使用されている。
『ゴジラvsキングギドラ』（1991年）
1944年のマーシャル諸島・ラゴス島におけるアイオワ級戦艦の艦上シーンの撮影に、特務艦「あきづき」が使用されている。

### 小説
『征途』
「あきづき」が登場。ヴェトナム戦争に派遣され、ヴェトコンに対する対地艦砲射撃を行う。
『地球0年』
「あきづき」と「てるづき」が登場。第三次世界大戦の終結後、国連の要請を受けて米本土に展開する陸上自衛隊カリフォルニア派遣師団を輸送する輸送船団を護衛している。